# Gran Premio del Messico
Il Gran Premio del Messico è stata una gara automobilistica di Formula 1 tenutasi in maniera discontinua tra il 1963 e il 1970, fra il 1986 e il 1992 e nuovamente dal 2015 al 2019. In tutte le edizioni la sede dell’evento è stata l'Autodromo Hermanos Rodríguez, nella periferia di Città del Messico, nonostante a partire dal 2007 fosse previsto il trasferimento sul Circuito di Mantarraya, la cui costruzione non è però mai arrivata a termine. 
Nel Gran Premio si sono più volte verificati fatti passati alla storia della Formula 1: nel 1964 John Surtees vi conquistò il mondiale al volante di una Ferrari, così come Denny Hulme nel 1967 e Graham Hill nel 1968 con una Lotus. Qui Richie Ginther e la Honda nel 1965, e Gerhard Berger e la Benetton nel 1986, conquistarono le loro prime vittorie nel mondiale. Nel 1992 Michael Schumacher conquistò il primo podio della sua carriera; Lewis Hamilton vi si laureò campione sia nel 2017 che nel 2018, rispettivamente per la quarta e quinta volta.

## Albo d'oro
Le edizioni indicate con sfondo rosa non appartenevano ad alcun campionato.
| Anno        | Circuito          | Pilota                  | Vettura       | Resoconto     |
| ----------- | ----------------- | ----------------------- | ------------- | ------------- |
| 1962        | Città del Messico | Jim Clark Trevor Taylor | Lotus         | Resoconto     |
| 1963        | Città del Messico | Jim Clark               | Lotus         | Resoconto     |
| 1964        | Città del Messico | Dan Gurney              | Brabham       | Resoconto     |
| 1965        | Città del Messico | Richie Ginther          | Honda         | Resoconto     |
| 1966        | Città del Messico | John Surtees            | Cooper        | Resoconto     |
| 1967        | Città del Messico | Jim Clark               | Lotus         | Resoconto     |
| 1968        | Città del Messico | Graham Hill             | Lotus         | Resoconto     |
| 1969        | Città del Messico | Denny Hulme             | McLaren       | Resoconto     |
| 1970        | Città del Messico | Jacky Ickx              | Ferrari       | Resoconto     |
| 1971 - 1985 | Non disputato     | Non disputato           | Non disputato | Non disputato |
| 1986        | Città del Messico | Gerhard Berger          | Benetton      | Resoconto     |
| 1987        | Città del Messico | Nigel Mansell           | Williams      | Resoconto     |
| 1988        | Città del Messico | Alain Prost             | McLaren       | Resoconto     |
| 1989        | Città del Messico | Ayrton Senna            | McLaren       | Resoconto     |
| 1990        | Città del Messico | Alain Prost             | Ferrari       | Resoconto     |
| 1991        | Città del Messico | Riccardo Patrese        | Williams      | Resoconto     |
| 1992        | Città del Messico | Nigel Mansell           | Williams      | Resoconto     |
| 1993 - 2014 | Non disputato     | Non disputato           | Non disputato | Non disputato |
| 2015        | Città del Messico | Nico Rosberg            | Mercedes      | Resoconto     |
| 2016        | Città del Messico | Lewis Hamilton          | Mercedes      | Resoconto     |
| 2017        | Città del Messico | Max Verstappen          | Red Bull      | Resoconto     |
| 2018        | Città del Messico | Max Verstappen          | Red Bull      | Resoconto     |
| 2019        | Città del Messico | Lewis Hamilton          | Mercedes      | Resoconto     |

## Statistiche
Le statistiche si riferiscono alle sole edizioni valide per il campionato del mondo di Formula 1 e sono aggiornate al Gran Premio del Messico 2019.

### Vittorie per pilota
| Pos. | Pilota           | Vittorie |
| ---- | ---------------- | -------- |
| 1    | Jim Clark        | 2        |
| =    | Nigel Mansell    | 2        |
| =    | Alain Prost      | 2        |
| =    | Lewis Hamilton   | 2        |
| =    | Max Verstappen   | 2        |
| 6    | Dan Gurney       | 1        |
| =    | Richie Ginther   | 1        |
| =    | John Surtees     | 1        |
| =    | Graham Hill      | 1        |
| =    | Denny Hulme      | 1        |
| =    | Jacky Ickx       | 1        |
| =    | Gerhard Berger   | 1        |
| =    | Ayrton Senna     | 1        |
| =    | Riccardo Patrese | 1        |
| =    | Nico Rosberg     | 1        |

### Vittorie per costruttore
| Pos. | Costruttore | Vittorie |
| ---- | ----------- | -------- |
| 1    | Lotus       | 3        |
| =    | McLaren     | 3        |
| =    | Williams    | 3        |
| =    | Mercedes    | 3        |
| 5    | Ferrari     | 2        |
| =    | Red Bull    | 2        |
| 7    | Brabham     | 1        |
| =    | Honda       | 1        |
| =    | Cooper      | 1        |
| =    | Benetton    | 1        |

### Vittorie per motore
| Pos. | Motore        | Vittorie |
| ---- | ------------- | -------- |
| 1    | Honda         | 4        |
| 2    | Ford-Cosworth | 3        |
| =    | Mercedes      | 3        |
| =    | Climax        | 3        |
| 5    | Ferrari       | 2        |
| =    | Renault       | 2        |
| =    | Tag Heuer     | 2        |
| 8    | Maserati      | 1        |
| =    | BMW           | 1        |

### Pole position per pilota
| Pos. | Pilota           | Pole |
| ---- | ---------------- | ---- |
| 1    | Jim Clark        | 4    |
| 2    | Ayrton Senna     | 3    |
| 3    | Nigel Mansell    | 2    |
| 4    | John Surtees     | 1    |
| =    | Jo Siffert       | 1    |
| =    | Jack Brabham     | 1    |
| =    | Clay Regazzoni   | 1    |
| =    | Gerhard Berger   | 1    |
| =    | Riccardo Patrese | 1    |
| =    | Nico Rosberg     | 1    |
| =    | Lewis Hamilton   | 1    |
| =    | Sebastian Vettel | 1    |
| =    | Daniel Ricciardo | 1    |
| =    | Charles Leclerc  | 1    |

### Pole position per costruttore
| Pos. | Costruttore | Pole |
| ---- | ----------- | ---- |
| 1    | Lotus       | 6    |
| 2    | Ferrari     | 3    |
| =    | Williams    | 3    |
| =    | McLaren     | 3    |
| 5    | Mercedes    | 2    |
| 6    | Cooper      | 1    |
| =    | Brabham     | 1    |
| =    | Red Bull    | 1    |

### Pole position per motore
| Pos. | Motore        | Pole |
| ---- | ------------- | ---- |
| 1    | Honda         | 4    |
| 2    | Climax        | 3    |
| =    | Ford-Cosworth | 3    |
| =    | Ferrari       | 3    |
| =    | Renault       | 3    |
| 6    | Mercedes      | 2    |
| 7    | Maserati      | 1    |
| =    | Tag Heuer     | 1    |

### Giri veloci per pilota
| Pos. | Pilota           | GPV |
| ---- | ---------------- | --- |
| 1    | Jim Clark        | 3   |
| 2    | Jacky Ickx       | 2   |
| =    | Nelson Piquet    | 2   |
| =    | Alain Prost      | 2   |
| =    | Nigel Mansell    | 2   |
| 6    | Dan Gurney       | 1   |
| =    | Richie Ginther   | 1   |
| =    | Jo Siffert       | 1   |
| =    | Gerhard Berger   | 1   |
| =    | Nico Rosberg     | 1   |
| =    | Daniel Ricciardo | 1   |
| =    | Sebastian Vettel | 1   |
| =    | Valtteri Bottas  | 1   |
| =    | Charles Leclerc  | 1   |

### Giri veloci per costruttore
| Pos. | Costruttore | GPV |
| ---- | ----------- | --- |
| 1    | Ferrari     | 5   |
| 2    | Lotus       | 4   |
| 3    | Williams    | 3   |
| 4    | Brabham     | 2   |
| =    | McLaren     | 2   |
| =    | Mercedes    | 2   |
| 7    | Honda       | 1   |
| =    | Red Bull    | 1   |

### Giri veloci per motore
| Pos. | Motore        | GPV |
| ---- | ------------- | --- |
| 1    | Honda         | 5   |
| =    | Ferrari       | 5   |
| 3    | Climax        | 3   |
| =    | Ford-Cosworth | 3   |
| =    | Mercedes      | 2   |
| 6    | Renault       | 1   |
| =    | Tag Heuer     | 1   |

### Podi per pilota
| Pos. | Pilota           | Podi |
| ---- | ---------------- | ---- |
| 1    | Jack Brabham     | 4    |
| =    | Denny Hulme      | 4    |
| =    | Ayrton Senna     | 4    |
| =    | Riccardo Patrese | 4    |
| =    | Nigel Mansell    | 4    |
| 6    | Alain Prost      | 3    |
| =    | Gerhard Berger   | 3    |
| =    | Lewis Hamilton   | 3    |
| =    | Valtteri Bottas  | 3    |
| 8    | Richie Ginther   | 2    |
| =    | Jim Clark        | 2    |
| =    | Dan Gurney       | 2    |
| =    | John Surtees     | 2    |
| =    | Jacky Ickx       | 2    |
| =    | Nico Rosberg     | 2    |
| =    | Kimi Räikkönen   | 2    |
| =    | Max Verstappen   | 2    |
| =    | Sebastian Vettel | 2    |

### Podi per costruttore
| Pos. | Costruttore | Podi |
| ---- | ----------- | ---- |
| 1    | Ferrari     | 11   |
| 2    | Brabham     | 10   |
| 3    | McLaren     | 9    |
| 4    | Williams    | 8    |
| 5    | Mercedes    | 7    |
| 6    | Lotus       | 6    |
| 7    | Red Bull    | 3    |
| 8    | Benetton    | 2    |
| 9    | BRM         | 1    |
| =    | Honda       | 1    |
| =    | Cooper      | 1    |
| =    | Tyrrell     | 1    |

### Podi per motore
| Pos. | Motore        | Podi |
| ---- | ------------- | ---- |
| 1    | Ferrari       | 11   |
| 2    | Ford-Cosworth | 10   |
| 3    | Honda         | 8    |
| =    | Mercedes      | 8    |
| 5    | Renault       | 6    |
| 6    | Cimax         | 5    |
| 7    | Repco         | 4    |
| 8    | Tag Heuer     | 3    |
| 9    | BMW           | 2    |
| 10   | BRM           | 1    |
| =    | Maserati      | 1    |
| =    | TAG Porsche   | 1    |

### Punti per pilota
| Pos. | Pilota           | Punti |
| ---- | ---------------- | ----- |
| 1    | Lewis Hamilton   | 82    |
| 2    | Max Verstappen   | 72    |
| 3    | Valtteri Bottas  | 62    |
| 4    | Sebastian Vettel | 58    |
| 5    | Nico Rosberg     | 43    |
| 6    | Kimi Räikkönen   | 38    |
| 7    | Nigel Mansell    | 33    |
| 8    | Daniel Ricciardo | 29    |
| 9    | Alain Prost      | 26    |
| =    | Riccardo Patrese | 26    |

### Punti per costruttore
| Pos. | Costruttore | Punti |
| ---- | ----------- | ----- |
| 1    | Mercedes    | 168   |
| 2    | Ferrari     | 157   |
| 3    | Red Bull    | 117   |
| 4    | Williams    | 97    |
| 5    | McLaren     | 67    |
| 6    | Brabham     | 59    |
| 7    | Lotus       | 48    |
| 8    | Force India | 33    |
| 9    | Benetton    | 24    |
| 10   | Honda       | 19    |

### Punti per motore
| Pos. | Motore        | Punti |
| ---- | ------------- | ----- |
| 1    | Mercedes      | 239   |
| 2    | Ferrari       | 169   |
| 3    | Honda         | 98    |
| 4    | Ford-Cosworth | 86    |
| =    | Renault       | 86    |
| 6    | Tag Heuer     | 77    |
| 6    | Climax        | 44    |
| 7    | Repco         | 20    |
| 9    | BRM           | 18    |
| 10   | BMW           | 13    |